# Federico von der Trenck
Federico von der Trenck (en alemán, Friedrich von der Trenck) fue un caballero prusiano de origen noble nacido en Königsberg (Prusia Oriental), el 16 de febrero de 1726, y ejecutado en París, Francia, el 25 de julio de 1794.
Sus padres fueron el Barón Christopher von der Trenck y Marie Charlotte von Derschau. Su padre procedía de una de las casas más antiguas e ilustres del país y era mayor general de la caballería prusiana, Caballero del Mérito, Gobernador de uno de los Círculos del Estado y Señor hereditario de Scharlack, Schakulack y Meicken. El abuelo de Friedrich, Albert Frederick von Derschau, llegó a ser Presidente del Tribunal Real de Justicia en Königsberg (Prusia Oriental).
Oficial asistente del Rey Federico II de Prusia, vivió una vida llena de aventuras y desventuras enmarcadas en su amor por la princesa Ana Amalia de Prusia, hermana del Rey, con quien se casó en secreto.
Este amor lo hizo caer en desgracia a los ojos del Federico II, quien ordenó su encarcelamiento y feroz persecución.
Se escapó (1746), se pasó a los austriacos (1749) y vuelto a encarcelar. Puesto en libertad (1763), realizó misiones diplomáticas por cuenta de la emperatriz María Teresa. Finalmente, en París, fue ejecutado acusado de espía por los revolucionarios.
Sus vida rocambolesca lo llevó al servicio de Catalina II de Rusia. Fue militar destacado, fervoroso amante, aventurero y escritor.
Sus aventuras sirvieron de tema a Voltaire en Cándido (Candide), donde relata las injusticias a las que había sido sometido el Caballero de Trenck por parte del Rey de Prusia.
También Víctor Hugo se inspiró en la autobiografía de Von der Trenck para la huida de su propio héroe en su novela Los miserables (Les Miserables).
Su intrépida fuga hizo que, cuando fue recapturado, fuera encarcelado en Magdeburgo, en una celda construida especialmente para él.
Sus aventuras terminaron en París durante el Reinado del Terror, siendo ejecutado en la guillotina por orden de Fouquier.
El cuento de Charles Dickens Historia de dos ciudades parece haber sido inspirado también por von der Trenck cuando describe la ejecución de su héroe. 

## Obra
- La autobiografía de von der Trenck en tres volúmenes, publicada en 1787, es casi seguro que no está exenta de exageraciones y grandilocuencias. Sus otros escritos se incluyen en Trencks sämtliche Gedichte u. Schriften (Leipzig 1786, 8 tomos). Traducción española Vida y persecuciones de Federico, Barón de Trenck, escrita por él mismo, traducida del alemán por el señor Barón de B*** y del francés por D. Baltasar Radiguet.[4]
- En 1788 escribió (en francés, luego con el título en alemán) Trenk contra el conde de Mirabeau o 3exposición crítico-política de la historia secreta de la corte de Berlín junto con varias observaciones importantes como respuesta a la Histoire secrete de la Cour de Berlin, ou Correspondence d’un Voyager Francais de Mirabeau.